# Musikschule Benkert

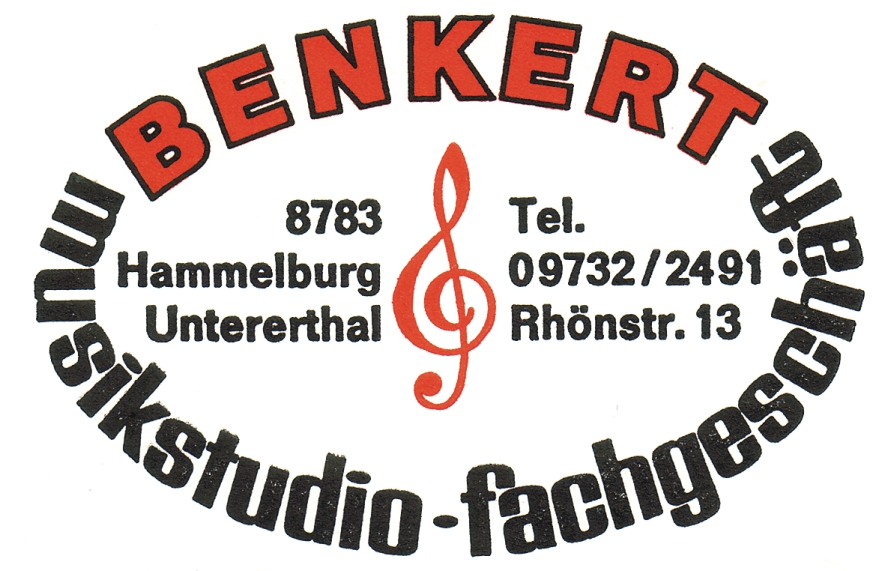
Logo der Musikschule Benkert

Die Akkordeon-Schul-Service Benkert GmbH, kurz Musikschule Benkert (Eigenschreibweise: Musikschule BENKERT), wurde 1978 von Winfried Benkert gegründet. Innerhalb kurzer Zeit wuchs die Musikschule in Hammelburg auf mehrere hundert Schüler an. Es folgten Auftritte in Fußgängerzonen und auf Veranstaltungen zu Gunsten der Aktion Sorgenkind. Für die Aktion Sorgenkind wurden insgesamt 15000 Euro eingespielt.

## Geschichte
1979 begann man mit der Produktion eigener Akkordeons, die in Italien stattfand. Insgesamt wurden etwa 6000 Instrumente produziert. 1985 wurde die Musikschule in die ZDF Sendung Na sowas!, moderiert von Thomas Gottschalk, eingeladen. Dort trat sie mit 521 Schülern auf, die alle gemeinsam den Titel Von den Blauen Bergen kommen wir spielten.
1985 fand ein weiterer Auftritt mit Gotthilf Fischer auf der Burg Esslingen mit über 600 Kindern statt. Noch im gleichen Jahr wurde in Hammelburg von Winfried Benkert und Gotthilf Fischer der Internationale Sing- und Spielring e.V. gegründet. Dieser Verein hatte es sich zur Aufgabe gemacht, durch die Jugend das deutsche Volksliedgut zu erhalten und durch jugendgerechte musische Schulung und Gruppenerlebnisse zum Hobby werden zu lassen. Gotthilf Fischer kam damals nach Hammelburg und trug sich dort auch unter Bürgermeister Elmar Hartung in das Goldene Buch von Hammelburg ein.
Es fanden weitere Auftritte statt, beispielsweise bei Der goldenen Hitparade der Volksmusik (Sat.1), im Musikantenstadl, sowie bei Hallo Heino. Durch das Engagement von Winfried Benkert (Künstlername Larry), zusammen mit Herrmann († 1999) und Stefanie Benkert († 1999), die hauptsächlich den Verkauf leiteten, Ingeborg Kleinhenz, die in der Verwaltung tätig war und Wolfgang Benkert, wuchs die Musikschule Benkert weiter und wurde so zu einer der größten Musikschulen Deutschlands.
In den besten Zeiten zählte die Schule über 1500 Schüler. Im Laufe der Jahre wurden insgesamt etwa 10.200 Schüler im Akkordeon und Keyboard spielen ausgebildet. Es wurden auch Außenstellen wie beispielsweise in Jena und Erlangen gegründet. Das ganze Gebiet umfasste einen Raum von Bayern über Thüringen bis Hessen. Die Musikschule Benkert wurde 2002 durch den Gründer Winfried Benkert aufgelöst. Noch heute steht im Rathaus von Hammelburg eine Gründungstafel.

## Akkordeon-Produktion
Die Produktion begann 1979 in Castelfidardo in Italien, einem bekannten Ort für die Herstellung von Akkordeoninstrumenten. Dort wurden die Benkert-Akkordeons auf traditionelle Weise von Hand gefertigt. Die meisten Instrumente fertigte man als Pianoakkordeon mit einer Diskant-Klaviatur auf der rechten Seite. Als Basstechnik wurde der Stradella-Bass, auch Standardbass genannt, verwendet. Bis 1990 wurden etwa 6000 Pianoakkordeons und wenige Einzelstücke als Knopfakkordeon hergestellt.

### Modelle
Die Modellreihen reichten vom Anfänger- bis zum Profibereich.

#### ModellJunior

Modell Junior

- Grifftechnik: Piano
- Basstechnik: Standardbass
- Diskanttasten: 26
- Diskantchöre: 2
- Bassknöpfe: 48
- Gewicht: 5,5 Kilogramm
- Farben: Weiß, Schwarz, Rot

#### ModellEuroprofi

Modell Europrofi

- Grifftechnik: Piano
- Basstechnik: Standardbass
- Diskanttasten: 34
- Diskantchöre: 3/4/5
- Bassknöpfe: 72
- Bassregister: 2
- Gewicht: 7,6 Kilogramm
- Farben: Weiß, Schwarz, Rot

#### ModellStar 1

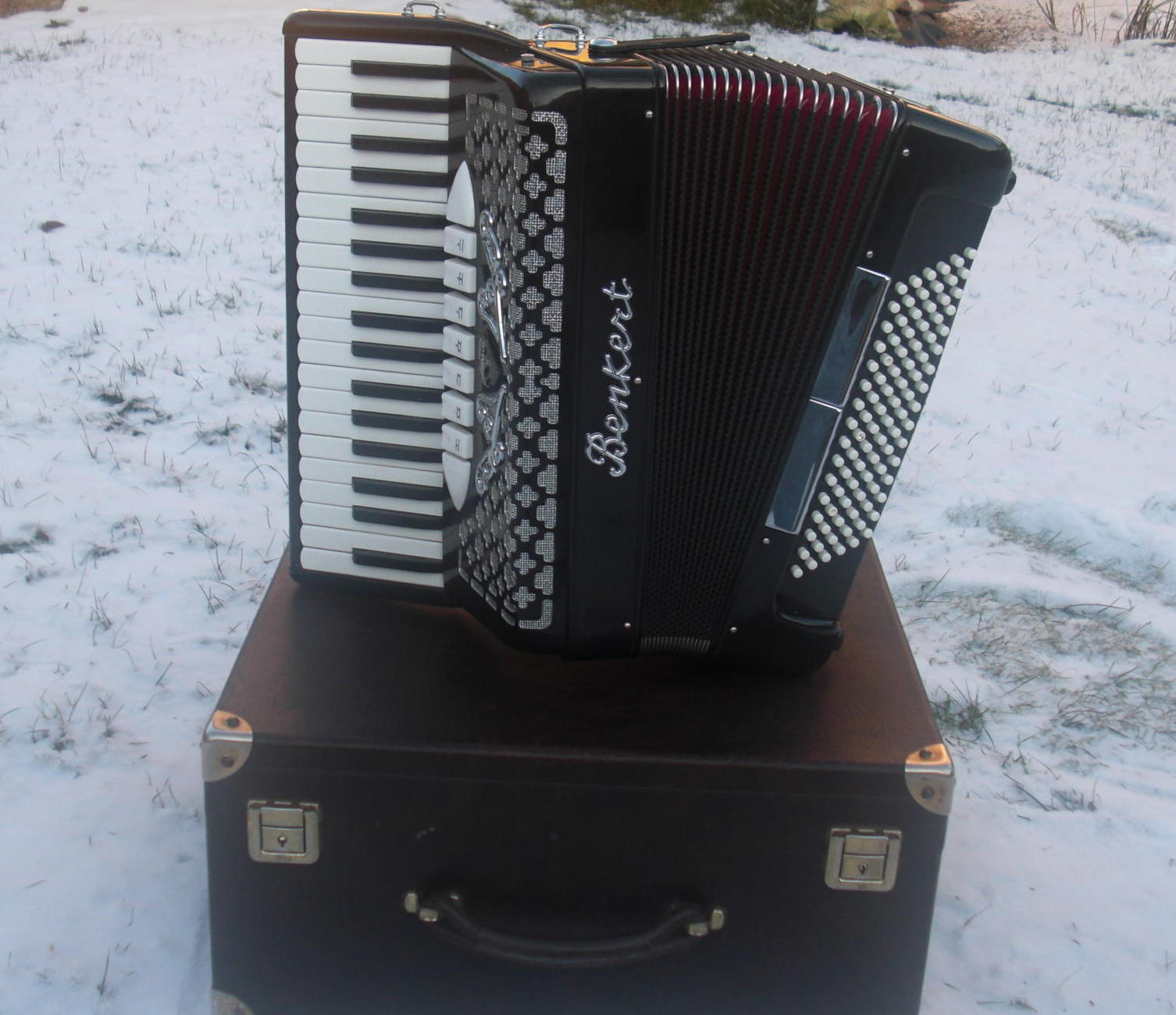
Modell Star 1

- Grifftechnik: Piano
- Basstechnik: Standardbass
- Diskanttasten: 37
- Diskantchöre: 7
- Bassknöpfe: 96
- Bassregister: 2
- Gewicht: 9,6 Kilogramm
- Farben: Weiß, Schwarz, Rot

#### ModellStar 2

Modell Star 2

- Grifftechnik: Piano
- Basstechnik: Standardbass
- Diskanttasten: 41
- Diskantchöre: 11
- Bassknöpfe: 120
- Bassregister: 7
- Gewicht: 12 Kilogramm
- Farben: Weiß, Schwarz, Rot